# District de L'Isle-Jourdain
Le district de l'Isle-Jourdain est une ancienne division territoriale française du département du Gers de 1790 à 1795. Il est créé par le décret de l'Assemblée nationale du 28 janvier 1790.

## Composition
Il était composé des cantons de l'Isle-Jourdain, Cologne, Lombez, Montferran, Samatan et Simorre formant initialement 111 communes. Un état de 1792 indique que le district est composé de 100 communes à la suite du mouvement de réunion de communes de 1791.